# Trattato di Viterbo

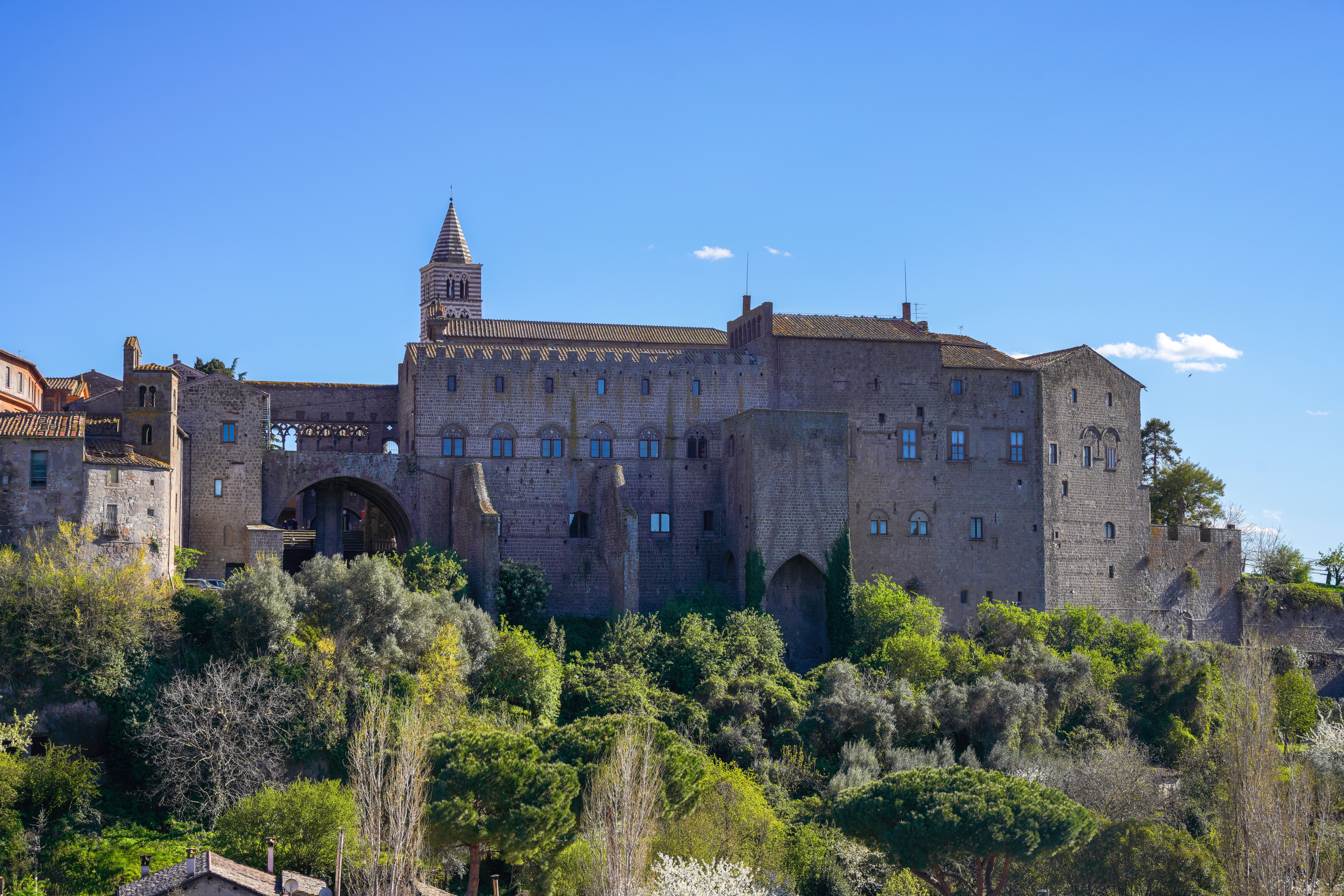
Il Palazzo dei Papi di Viterbo visto dalla valle del Faul

Il trattato di Viterbo è stato un accordo stipulato nella città laziale il 27 maggio 1267 alla presenza di papa Clemente IV, tra l'imperatore latino, Baldovino II e il re di Sicilia, Carlo I d'Angiò, finalizzato alla riconquista del perduto impero latino di Costantinopoli. Questo trattato costituì poi in seguito la giustificazione formale della politica orientale del re di Sicilia che mirava alla formazione di un grande impero mediterraneo. 

## Storia

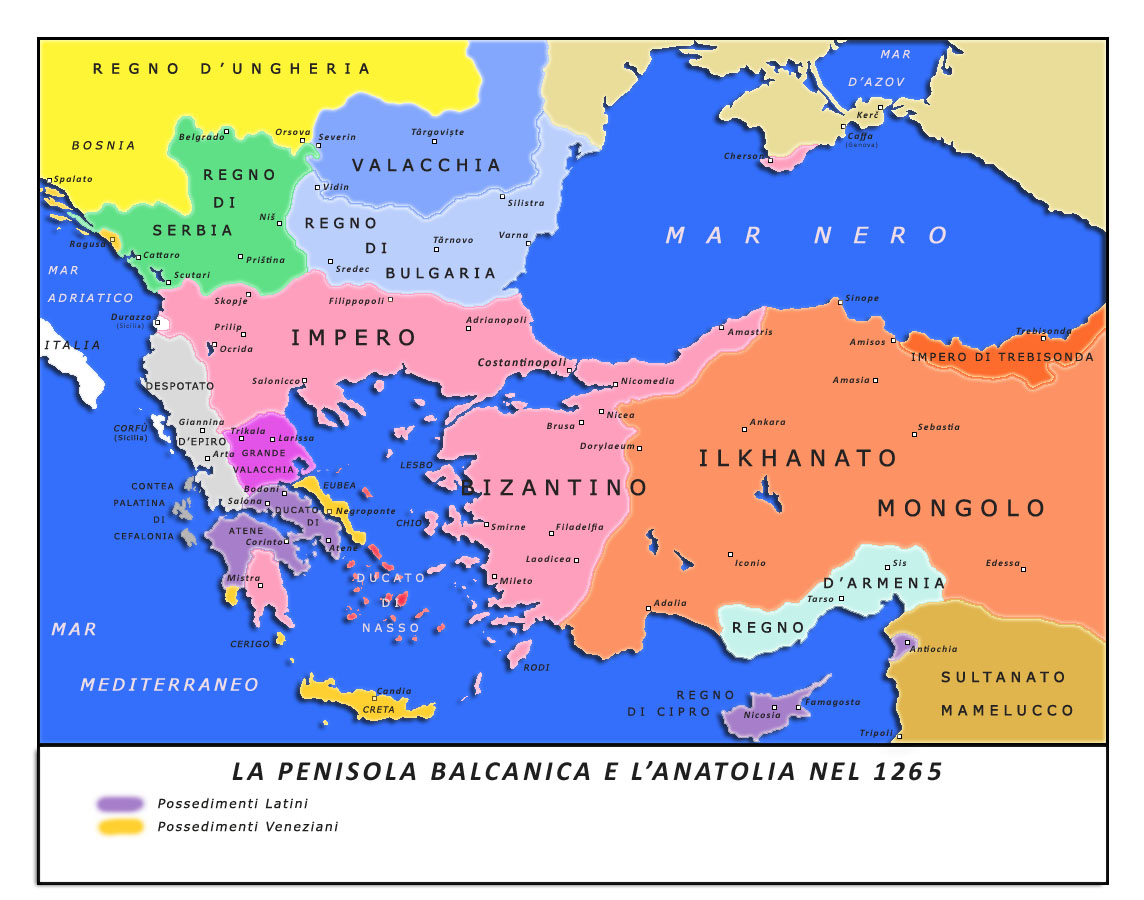
La penisola balcanica nel 1265

papa Clemente IV sin dai primi tempi del suo pontificato (1265), non apprezzando gli ambienti romani ritenuti troppo ghibellini, aveva trasferito la Corte papale a Viterbo, insediandosi nel palazzo vescovile, che fece ristrutturare e rinominare Palazzo Papale. 
Qui il 27 maggio 1267, il re si Sicilia, Carlo I d'Angiò, e l'imperatore latino, Baldovino II, spodestato già dall'estate del 1261 (da quando cioè l'impero latino di Costantinopoli era ritornato nelle mani bizantine), stipularono in presenza del papa e con la sua benedizione un accordo col quale pensavano di riconquistare le terre orientali. Carlo si impegnava ad armare un esercito e una flotta allo scopo di restaurare l'imperatore sul trono. Il trattato, insieme all'impegno reciproco di riconquistare Costantinopoli, prevedeva anche un piano di spartizione dell'impero dopo la sua eventuale conquista. Inoltre contemplava il fidanzamento di Filippo di Courtenay, figlio di Baldovino, con Beatrice, figlia di Carlo. Filippo effettivamente sposò Beatrice poi a Foggia nell'ottobre 1273. In seguito a ciò l'Imperatore e il figlio Filippo vissero stabilmente a Napoli presso la corte di Carlo d'Angiò. 
All'accordo aderì anche Guglielmo II di Villehardouin, principe d'Acaia, stremato dalla guerra con i bizantini e bisognoso di protezione militare, il quale pose i suoi domini sotto la sovranità di Carlo, gli divenne devoto alleato e diede in matrimonio (1271) la propria erede, Isabella, al figlio di Carlo, Filippo; per questo accordo alla morte di Guglielmo il principato sarebbe passato, per testamento, agli angioini, cosa che accadde puntualmente nel 1278. Guglielmo partecipò, come vassallo di Carlo, alla battaglia di Tagliacozzo (1268) contro Corradino di Svevia. 
Il trattato però, a parte gli accordi diplomatici che Carlo riuscì a concludere con i regni di Serbia e Bulgaria, non comportò alcun altro risultato di tipo militare: infatti prima la discesa in Italia di Corradino, poi le proposte di riconciliazione del basileus bizantino Michele VIII con la Chiesa di Roma fecero praticamente rallentare il progetto di attacco a Costantinopoli. Infine, dopo la morte di papa Clemente IV nel 1268, l'imperatore bizantino trovò nel re di Francia, Luigi IX, un insperato alleato che riuscì a trattenere il fratello Carlo d'Angiò dai suoi piani di aggressione a Bisanzio ed a condurlo con sé nella crociata contro Tunisi dell'estate del 1270. 
Il trattato, formalmente decaduto con la morte di Baldovino (1273), costituì in realtà ancora per molti anni, almeno fino allo scoppiò della rivolta del Vespro siciliano (1282), la giustificazione della politica orientale di Carlo I d'Angiò che mirava alla formazione di un grande impero mediterraneo. 